# تشاك بورتر
تشاك بورتر هو سياسي كندي، ولد في 29 ديسمبر 1964. حزبياً، نشط في جمعية المحافظين التقدمية لنوفا سكوشا. وقد انتخب عضو مجلس نواب نوفا سكوتيا عن دائرة هانتس الغربية ‏ خلال فترته النيابية ‏.